# Kejserinde Irene
Irene af Athen (græsk: Εἰρήνη ἡ Ἀθηναία; født 752 i Athen, død 9. august 803 på Lesbos) var den byzantinske kejser Leo 4.s gemalinde fra 775 til 780, regent fra 780 til 797 og regerende kejserinde fra 797 til 802.

## Levned og regering
Hun blev født i Athen og blev i 770 udvalgt til tronfølgerens gemalinde ved en skønhedskonkurrence, som var den gængse metode for sådanne udvælgelser frem til 900-tallet. Efter sin mands død regerede hun, mens hendes søn, Konstantin 6., var umyndig. Da han blev myndig i 790, forsøgte han at overtage magten, men hun fik ham afsat i 797 og fik ham blindet og fængslet; han døde to år senere. Derefter besteg hun selv tronen som basileus (kejser). I 800 udråbte paven Karl den Store til romersk kejser, eftersom han betragtede kejsertronen i Konstantinopel som ubesat, da kejseren ikke var en mand. Hun skal have tilbudt Karl den Store ægteskab uden held.
Irene huskes særlig for sin modstand mod ikonoklasterne og for at have indkaldt til det andet koncil i Nikæa i 787, hvor tilbedelsen af ikoner blev genindført.

## Død
I 802 konspirerede patricierne mod hende og satte Nikeforos, finansministeren (logothetēs tou genikou), på tronen. Irene blev forvist til Lesbos og tvunget til at forsørge sig selv ved at spinde. Hun døde året efter.

## Arv
Irenes nidkærhed for at genindføre ikonerne og styrkelse af klostrene fik Theodor Studites til at omtale hende som en helgen i den østlige ortodokse kirke, men hun blev aldrig kanoniseret. Hendes formodede kanonisering omtales hovedsageligt i vestlige kilder. Påstandene understøttes hverken af Menäon (den ortodokse kirkes officielle liturgiske skrift) eller "Helgenes liv" af Nikodimos Agioreitis, eller andre af den ortodokse kirkes officielle skrifter.